# Diagoras z Melos
Diagoras z Melos (gr. Διαγόρας ὁ Μήλιος) – grecki poeta i sofista z V wieku p.n.e. Jest znany jako pierwszy ateista.
Diagoras był synem Teleklytosa. Poza tym istnieją jedynie zdawkowe informacje na temat jego życia i poglądów. Był przeciwnikiem greckiej religii i krytykiem misteriów eleuzyjskich, odrzucał istnienie bogów i potrzebę kultu religijnego. Został oskarżony przez Ateńczyków o bezbożność i wygnany z miasta. Zmarł w Koryncie.
Wspomniany przez Sekstusa Empiryka jako pobożny człowiek i twórca dytyrambów w przeszłości, podobno któryś z poematów zaczął od: "zgodnie z demonem i losem wszystko się spełnia" – co świadczyło o jego pobożności. Jednak pewnego dnia, gdy doświadczył osobiście jawnego łamania przysięgi przez oszusta, uznał, że wiara w bogów nie ma sensu, ponieważ ludzie przypisują im tylko iluzoryczną wartość sprawczą. Wtedy zaczął głosić swój ateizm, za który został wygnany.